# Apomys camiguinensis
Il topo di foresta di Camiguin (Apomys camiguinensis  Heaney & Tabaranza Jr., 2006) è un roditore della famiglia dei Muridi diffuso sull'isola di Camiguin, nelle Filippine, da cui prende il nome.

## Descrizione

### Dimensioni
Roditore di piccole dimensioni, con la lunghezza totale tra 246 e 266 mm, la lunghezza della coda tra 140 e 160 mm, la lunghezza del piede tra 31 e 34 mm, la lunghezza delle orecchie tra 15 e 20 mm e un peso fino a 42 g.

### Aspetto
La pelliccia è soffice e densa. Le parti superiori sono rosso-brunastre, con la base dei peli color ardesia chiaro, mentre le parti ventrali sono biancastre, con dei riflessi giallo-brunastri sull'addome. Sono presenti degli anelli di pelle nuda intorno agli occhi. Le orecchie sono marroni scure. Le vibrisse sono lunghe e numerose. Il dorso delle zampe è giallo-brunastro, con una striscia mediana di peli scuri. La coda è più lunga della testa e del corpo, ricoperta finemente di peli, scura sopra, più chiara sotto.

## Biologia

### Comportamento
È una specie terricola e notturna. Si nutre al suolo.

### Riproduzione
Sono state osservate femmine con un singolo embrione e altre con 2 placente.

## Distribuzione e habitat
Questa specie è endemica dell'isola di Camiguin, Filippine.
Vive nelle foreste primarie e nelle foreste muschiose tra 1.000 e 1.400 metri di altitudine.

## Conservazione
La IUCN Red List, considerato l'areale ridotto ad una sola località, classifica A.camiguinensis come specie vulnerabile (VU).